# マンガプロダクションズ
マンガプロダクションズ（英：Manga Productions）は2011年にサウジアラビアの首都リヤドで設立された、MiSK財団の子会社。創造的且つ魅力的なコンテンツの力で、新しい価値観に基づいた未来を切り開く能力を持つ、次世代を担う若者の育成を目的としている。日本の制作会社と共同でアニメーション映画やアニメシリーズの制作・製作、販売、配給、宣伝活動を行う。IPマネジメントを得意とし、日本のコンテンツを中東地域をはじめ世界中で配給、ローカライズ、宣伝を担当するなど、世界でのビジネス展開を推進する。
日本法人は2018年に東京に開設された。

## 主な事業と評価

### アニメーション制作
世界に通用するクリエイティブなアニメーション映画やアニメシリーズの制作に取り組む。
アニメシリーズ『アサティール 未来の昔ばなし』、アニメーション映画『ジャーニー 太古アラビア半島での奇跡と戦いの物語』は東映アニメーションと共同で制作した。

### ゲーム制作
モバイルゲームを中心としたオリジナルゲームを制作し、日本やサウジアラビアを含む世界中で配信中。

### マンガ制作
完全社内制作の漫画『Bissa』（ビッサ）は連載開始以来、2024年10月時点でサウジアラビア国内で約1200万人に楽しまれている。
2023年より連載が開始されたファンタジー・アドベンチャー『マーキュリー・ガール』は中東地域で好評連載中。

### 投資、IPマネジメント
アニメシリーズ『キャプテン翼シーズン2 ジュニアユース編』では中東での配給を担当。『GREAT PRETENDER razbliuto』では、中東・北アフリカ地域において配給とマーケティングを担当。『グレンダイザーU』ではアラブ地域の音声吹替と放送及び世界の放送と配信を担当、世界最大の架空のキャラクターの金属製彫刻としてギネス世界記録に認定されたグレンダイザー等身大立像をサウジアラビア・リヤドにあるアミューズメントパークに設置するなど、キャンペーン、コラボレーションにも力を入れている。
ゲームでは『真・三國無双 ORIGINS』や『UFOロボ グレンダイザー たとえ我が命つきるとも』など人気ゲームの中東・北アフリカ地域での販売とローカライズを担当。

### 人材育成
インターンシップを実施し、アラブ諸国の人材を世界中に送り続けている。2024年までに4500人以上の人材を世界に送り出した。
サウジアラビアの文化省、教育省と共同で、漫画制作が学べる無料オンライントレーニングを学生向けに実施中。2024年までに350万人が受講。

### 評価
2022年度、2023年度、2024年度、サウジアラビアで「最も働きたい会社」に選ばれる。

## 主なライセンス事業
- グレンダイザーU
2023年にダイナミック企画株式会社よりライセンスを受け、海外での配給を担当[4][5]。
2024年7月5日、日本の放送開始日と同時にアラビア語吹き替え版がサウジアラビアのテレビ局でも放送された。世界での放送・配信開始を祝い、脚本家の大河内一楼をリヤドに招いてプレミアイベントを開催[6]。
- UFOロボ グレンダイザー
2022年にダイナミック企画株式会社と中東でのIPの戦略的パートナーシップを締結[7]。
2022年11月21日にサウジアラビア首都リヤドで高さ33.7ｍ、等身大のグレンダイザー像を設立。世界最大級の架空のキャラクターの金属製彫刻としてギネス世界記録に認定された[8]。
2024年にペプシコとの協業で、サウジアラビアで人気のポテトチップス「Tasali」（タサリ）の「グレンダイザー」特別パッケージデザインがアラブ諸国全域で発売[9]。
- キャプテン翼
2023年4月に株式会社TSUBASAと製作協力及び配給ほかを含むパートナーシップ契約を締結。
同年、キャプテン翼の作者高橋陽一がオーナー兼代表を務めキャプテン翼の主人公・大空翼が所属するチームと同名の葛飾区をホームタウンとするサッカークラブ「南葛SC」のユニフォームパートナーになった[10]。
- 真・三國無双 ORIGINS
2024年11月にコーエーテクモゲームスの人気シリーズ「真・三國無双」の新作『真・三國無双 ORIGINS』（英：DYNASTY WARRIORS: ORIGINS）における中東・北アフリカでの販売・宣伝契約を締結。中東・北アフリカ向けにローカライズも担当[11]。

## 主な映画事業
- ジャーニー 太古アラビア半島での奇跡と戦いの物語
マンガプロダクションズと東映アニメーションが共同で制作。2021年にアラビア、日本、アメリカで公開され、次いでドイツ、スイス、オーストリア、アルトアリジェ、ルクセンブルク、リヒテンシュタインでも公開され各国で高い評価を得た。オランダ・アムステルダムで毎年開催される映画祭Septimius Awardsでは中東作品として初めてExperimental Category Award（実験的カテゴリー賞）を受賞。サウジアラビアの映画として初めてハリウッドのチャイニーズシアターで上映された[12]。

## 主なアニメ事業
- アサティール 未来の昔ばなし
マンガプロダクションズと東映アニメーションが共同で制作したアニメシリーズ。2020年にアラブ諸国、アメリカ、日本で放送。全世界で40以上の配信プラットフォームで1億回以上の視聴回数を記録した[13]。
  - アサティール2　未来の昔ばなし
第2シーズン、日本では2024年11月3日から毎週日曜朝7時からテレビ東京系列で放送[14]。

## 主なゲーム事業
- アサティール 冒険の物語
自社制作の基本プレイ無料のモバイルゲーム。2024年9月からダウンロード配信開始。アサティールのキャラクターを使ったアクション・アドベンチャーゲーム[15]。